# Novi Svet
Novi Svet este o localitate din comuna Logatec, Slovenia, cu o populație de 94 de locuitori.